# Sombrero (película)
Sombrero es una película estadounidense de 1953 dirigida por Norman Foster y protagonizada por Ricardo Montalbán, Pier Angeli, Vittorio Gassman y Cyd Charisse. 

## Argumento
Tres parejas involucradas en romances en ciernes se ven atrapadas en medio de una disputa entre dos pueblos mexicanos. 

## Reparto
- Ricardo Montalbán como Pepe González.
- Pier Angeli como Eufemia Calderón.
- Vittorio Gassman como Alejandro Castillo.
- Yvonne De Carlo como María of the River Road.
- Cyd Charisse como Lola de Torrano.
- Rick Jason como Ruben.
- Nina Foch como Elena Cantú.
- Kurt Kasznar como Padre Zacaya.
- Walter Hampden como Don Carlos Castillo.
- Thomas Gomez como Don Homero Calderón.
- José Greco como Gitanillo de Torrano.
- John Abbott como Don Daniel.
- Andrés Soler como Doctor.
- Fanny Schiller como Doña Fela.
- Luz Alba como Rosaura.
- Rosaura Revueltas como Tía Magdalena.
- Alfonso Bedoya como Don Inocente.
- Jorge Treviño como Don Nacho.
- Tito Novaro como Napoleón López.
- Manuel Arvide como Manager.
- Felipe de Flores como Tomas.
- Beatriz Ramos como Señora Inocente.
- Florencio Castelló como Mozo.
- Arturo Soto Rangel como Profesor (como Arturo Rangel).

## Producción
La película se basó en el libro de 1945 Mexican Village de Josephina Niggli. Era una colección de once cuentos ambientados en la ciudad de Hidalgo, en el norte de México. The New York Times lo calificó de «notable ... uno de los mejores libros sobre México».
En junio de 1951 Metro-Goldwyn-Mayer anunció que había comprado los derechos para la pantalla grande como un «posible vehículo para Ricardo Montalbán» y asignó a Jack Cummings para producir. En julio, Norman Foster firmó para dirigir y coescribir el guion con Niggli; el elenco consistió de Montalbán, Cyd Charisse y Fernando Lamas, más un personaje estadounidense - Joseph Cotten, Wendell Corey y John Hodiak fueron los favoritos para esto. (Tanto Cummins como Foster habían hecho películas en México antes). Con el tiempo, se eliminó el papel del personaje estadounidense. Niggli y Foster colaboraron en el guion durante seis meses.
En abril de 1952, se buscaba a Cornel Wilde para un papel principal. En esta etapa, el título de la película había cambiado de Mexican Village a Sombrero. Vittorio Gassman, Pier Angeli y Ava Gardner se unieron al elenco; fue la segunda película estadounidense de Gassman después de The Glass Wall. Gardner se retiró a fines de abril y MGM la suspendió (suspensión levantada cuando aceptó incorporarse a Mogambo).
Lamas se negó a hacer la película porque significaba ir a locaciones en México; MGM lo suspendió hasta que accedió a protagonizar The Girl Who Had Everything. En mayo, Yvonne de Carlo, Nina Foch y Kurt Kaznar se unieron al elenco. Rick Jason se unió al elenco (presumiblemente reemplazando a Lamas), haciendo su debut cinematográfico. Dore Schary dijo que esperaba que Gassman y Jason se convirtieran en grandes estrellas.
El rodaje comenzó en junio de 1952. La película se rodó en locaciones de la Ciudad de México, Cuernavaca, Tetecala y Tepoztlán, México.
De Carlo hizo todas sus escenas con Gassman. «Nos llevamos de maravilla», dijo. «Es un actor maravilloso».

## Recepción

### Taquilla
Según los registros de MGM, la película ganó $ 1 071 000 en los Estados Unidos y Canadá, y $ 1 389 000 en otros lugares, lo que resultó en una ganancia de $ 592 000.

## Secuela propuesta
En septiembre de 1952, incluso antes de que se estrenara la película, MGM anunció que Foster escribiría una secuela basada en otras tres o cuatro historias de la colección Mexican Village que no se utilizaron en Sombrero. La película estaría protagonizada por Montalbán y Angeli y se llamaría Mexican Village. Sin embargo, no resultó en ninguna película. 